# آی‌تریپل‌ئی ۸۰۲٫۱۱جی
IEEE 802.11g-۲۰۰۳ یا IEEE 802.11g یکی از استانداردهای IEEE می‌باشد که در سال ۲۰۰۳ به تصویب رسید.این استاندارد تعمیم یافتهٔ استاندارد ۸۰۲٫۱۱b می‌باشد و نرخ انتقال داده‌ها در آن با استفاده از روش مدلاسیون OFDM یا CCK حداکثر برابر ۵۴ مگابیت بر ثانیه است. استانداردهای ۸۰۲٫۱۱a و ۸۰۲٫۱۱g به صورت اسمی نرخ انتقال دادهٔ بالاتری را نسبت به استاندارد ۸۰۲٫۱۱b ارائه می‌دهند که برای تحقق این نرخ انتقال به صورت عملی، سلول‌هایی با تراکم بالاتر نیاز است. برای مثال، یک نقطه دسترسی می‌تواند نرخ انتقال ۵۴ مگابیت بر ثانیه را حداکثر تا ده‌ها فوت فراهم کند، در صورتی که نرخ انتقال ۱۱ مگابیت بر ثانیه تا صدها فوت قابل گسترش است؛ زیرا برای فراهم ساختن نرخ انتقال بالاتر، نسبت سیگنال به نویز باید در گیرنده‌ها بالا باشد.